# سیاهرگ رانی
در بدن انسان، سیاهرگ رانی یا ورید فمورال (انگلیسی: Femoral vein)، سیاهرگی است که سرخرگ رانی را در پوشش رانی همراهی می‌کند. این یک سیاهرگ عمقی است که در هیاتوس اداکتور (باز شدن در ماهیچه نزدیک‌کننده بزرگ) به عنوان ادامه سیاهرگ پشت‌زانویی (ورید پوپلیته) شروع می‌شود. سیاهرگ صافن بزرگ (یک سیاهرگ سطحی) و سیاهرگ عمقی ران به سیاهرگ رانی در مثلث رانی تخلیه می‌شوند و در آنجا به عنوان سیاهرگ رانی مشترک شناخته می‌شود. در حاشیه تحتانی رباط کشاله ران به پایان می‌رسد و در آنجا به سیاهرگ تهیگاهی بیرونی تبدیل می‌شود. شاخه‌های اصلی آن سیاهرگ عمقی ران و سیاهرگ صافن بزرگ هستند. سیاهرگ رانی دارای دریچه‌هایی است.

## ساختار
سیاهرگ رانی دارای دریچه‌هایی است که اغلب دو لتی هستند و تعداد آنها بین افراد و اغلب بین پای چپ و راست متفاوت است.

## مسیر
سیاهرگ رانی به عنوان ادامه سیاهرگ پشت‌زانویی در پشت زانو به داخل ران ادامه می‌یابد. خون را از ماهیچه‌های عمقی ران و استخوان ران تخلیه می‌کند. پروگزیمال به محل تلاقی با سیاهرگ عمقی ران، و اتصال سیاهرگ صافن بزرگ، سیاهرگ رانی به‌طور گسترده‌ای به عنوان سیاهرگ رانی مشترک شناخته می‌شود. همان‌طور که سیاهرگ رانی مشترک ناحیه رباط کشاله ران را ترک می‌کند، به سیاهرگ تهیگاهی بیرونی تبدیل می‌شود. سایر شاخه‌های سیاهرگ رانی، سیاهرگ‌های چرخشی جانبی و داخلی ران هستند.
سیاهرگ رانی مشترک قسمتی از سیاهرگ رانی بین نقطه انشعاب سیاهرگ عمقی ران و حاشیه تحتانی رباط کشاله ران است. این در Terminologia Anatomica، که استاندارد بین‌المللی برای اصطلاحات کالبدشناسی انسان است که توسط برنامه بین‌المللی فدرال در مورد اصطلاحات آناتومیکی ایجاد شده است، فهرست نشده است. با این حال، تصور می‌شد که پس از اسناد اجماع ارائه شده در سال ۲۰۰۱ در چهاردهمین کنگره جهانی اتحادیه بین‌المللی فلبولوژی، و در سال ۲۰۰۴ در بیست و یکمین کنگره جهانی اتحادیه بین‌المللی آنژیولوژی، برای گنجاندن در نسخه بعدی در نظر گرفته شده است. این اسناد اجماع به دلیل نیاز به شفافیت و گسترش بیشتر اصطلاحات ایجاد شد.

## بخش دیستال
در گذشته، سیاهرگ رانی دنبال کننده سرخرگ رانی سطحی در نظر گرفته می‌شد، نامی که برای تمایز سرخرگ رانی از سرخرگ عمقی ران استفاده می‌شد. طبق هنجار نامگذاری سیاهرگ‌ها برای تطبیق با سرخرگ آنها، سیاهرگ رانی، سیاهرگ سطحی ران نامیده می‌شد. این یک نام اشتباه بالقوه مضر بود، زیرا سیاهرگ رانی یک سیاهرگ عمقی است و نه یک سیاهرگ سطحی، و بنابراین یک محل ممکن برای ترومبوز سیاهرگی عمقی است، که ممکن است به عنوان یک سیاهرگ سطحی برای درمان ضدانعقاد نادیده گرفته شود.
به دلیل سوء تفاهم گسترده و نتایج مضر احتمالی ناشی از استفاده از اصطلاح سیاهرگ سطحی ران، در سال ۲۰۰۱ در طول کنگره جهانی اتحادیه بین‌المللی فلبولوژی توافقی برای تغییر نام از سیاهرگ سطحی ران به سادگی به سیاهرگ رانی به دست آمد. این به‌طور گسترده شناخته شده و پذیرفته شده است، اگرچه استفاده از سیاهرگ سطحی ران در برخی منابع هنوز ادامه دارد. استفاده از آن به‌طور فعال دلسرد می‌شود. پیشنهاد شده است که از اصطلاح دیگری استفاده شود - سیاهرگ زیرخیاطه‌ای (ساب‌سارتوری). استفاده قبلی از سرخرگ زیرسارتوری برای جلوگیری از استفاده از نام سیاهرگ سطحی ران منتشر شد. طبق اجماع سال ۲۰۰۲، سرخرگ سطحی ران بدون تغییر باقی ماند.

## شاخه‌ها
سیاهرگ صافن بزرگ و سیاهرگ عمقی ران دو شاخه بزرگ هستند که به سیاهرگ رانی تخلیه می‌شوند که سپس به سیاهرگ رانی مشترک معروف می‌شود. سایر شاخه‌های وریدی کوچک‌تر، وریدهای چرخشی جانبی و داخلی ران هستند. این سیاهرگ‌های چرخشی سرخرگ چرخشی جانبی ران و سرخرگ چرخشی داخلی ران را دنبال می‌کنند.

## اهمیت بالینی
سیاهرگ رانی یک محل رایج برای ترومبوز سیاهرگی عمقی است. این می‌تواند یک ترومبوز ورید عمقی پروگزیمال در سیاهرگ رانی، یا پروگزیمال‌تر به عنوان یک ترومبوز ورید عمقی ایلیوفمورال باشد که معمولاً با سیاهرگ رانی مشترک مرتبط است. ترومبوز ورید عمقی ایلیوفمورال خطر بیشتری برای ایجاد آمبولی ریه دارد.
از سیاهرگ رانی اغلب برای قرار دادن یک کاتتر سیاهرگ مرکزی یا خط برای دسترسی وریدی استفاده می‌شود. تصویربرداری اولتراسوند برای مکان‌یابی سیاهرگ و قرار دادن کاتتر به دلیل وجود احتمالی انواع آناتومیکی بر استفاده از نشانه‌های آناتومیکی توصیه می‌شود. این با خطر قابل توجهی از عفونت همراه است.
عمل تزریق داخل وریدی مواد مخدر تفریحی با استفاده از سیاهرگ رانی در کشاله ران در بین مصرف‌کنندگان تزریقی مواد مخدر نسبتاً رایج است.

## نگارخانه

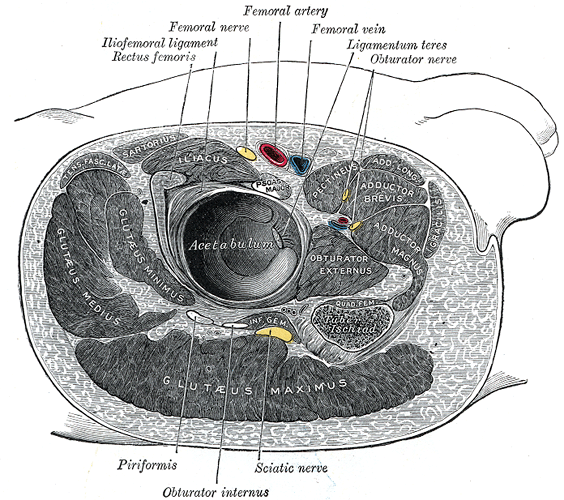
ساختارهای پوشاننده مفصل هیپ راست.
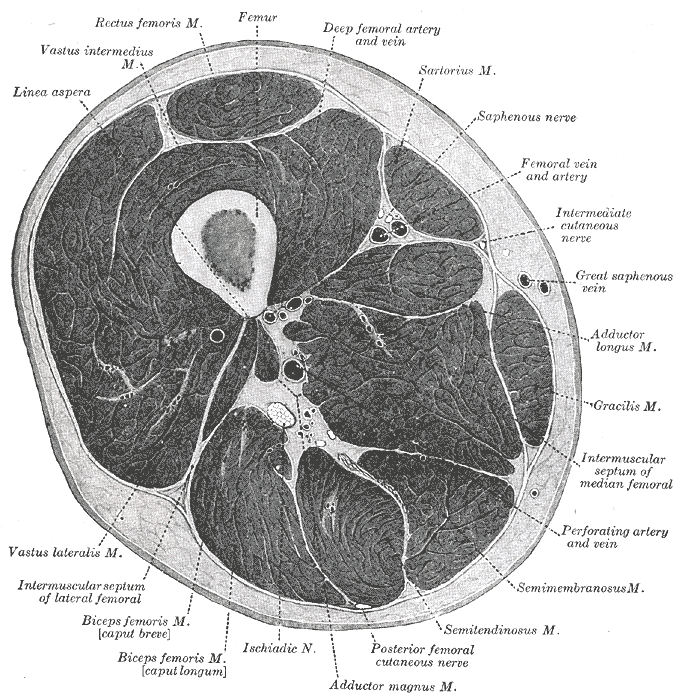
مقطع عرضی از میانه ران.
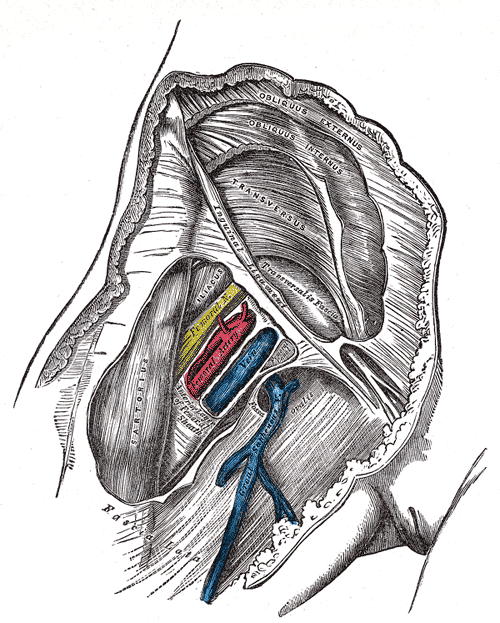
غلاف رانی جهت نمایش سه کمپارتمان باز شده است.
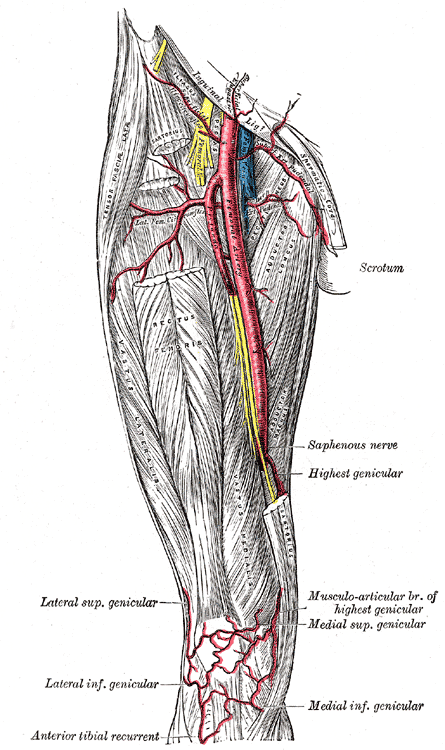
سرخرگ فمورال.
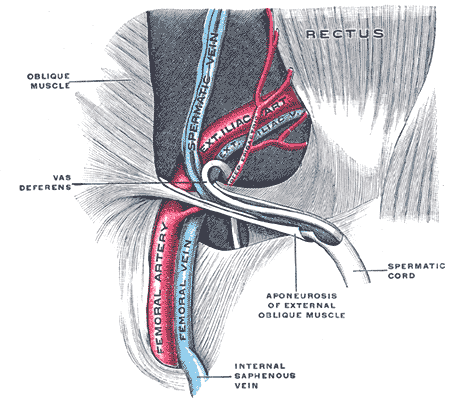
طناب اسپرماتیک در کانال اینگوینال.
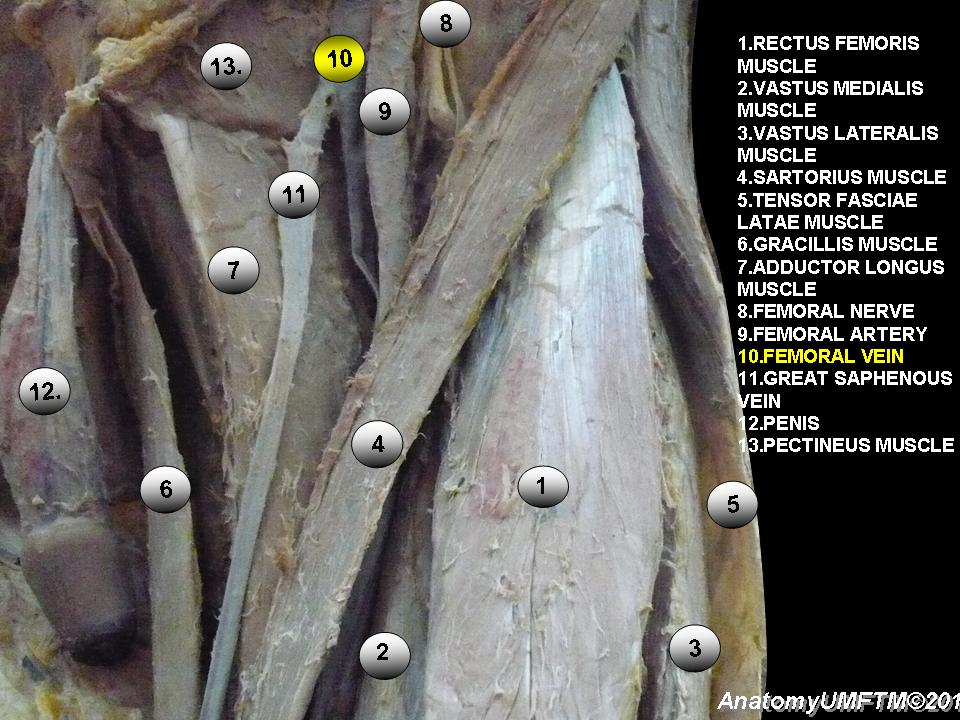
سیاهرگ فمورال
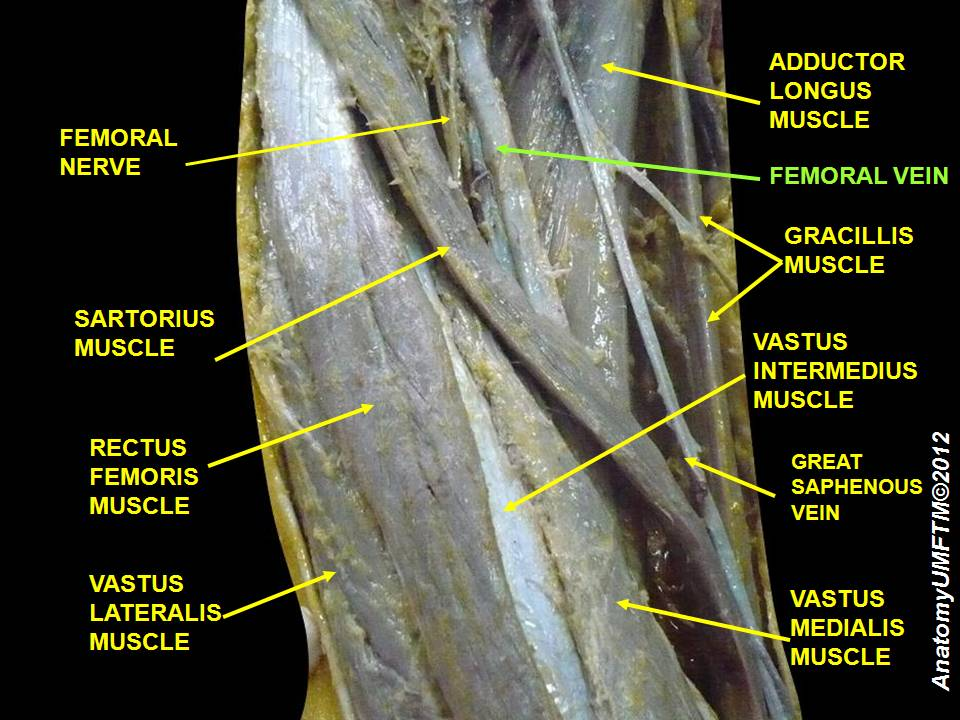
سیاهرگ فمورال
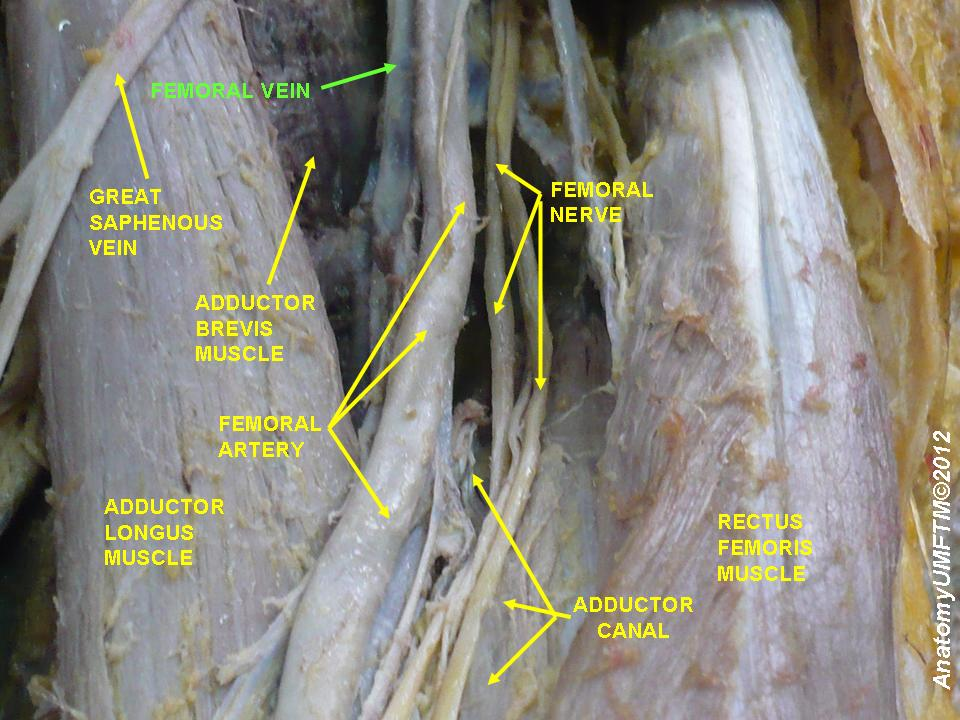
سیاهرگ فورال
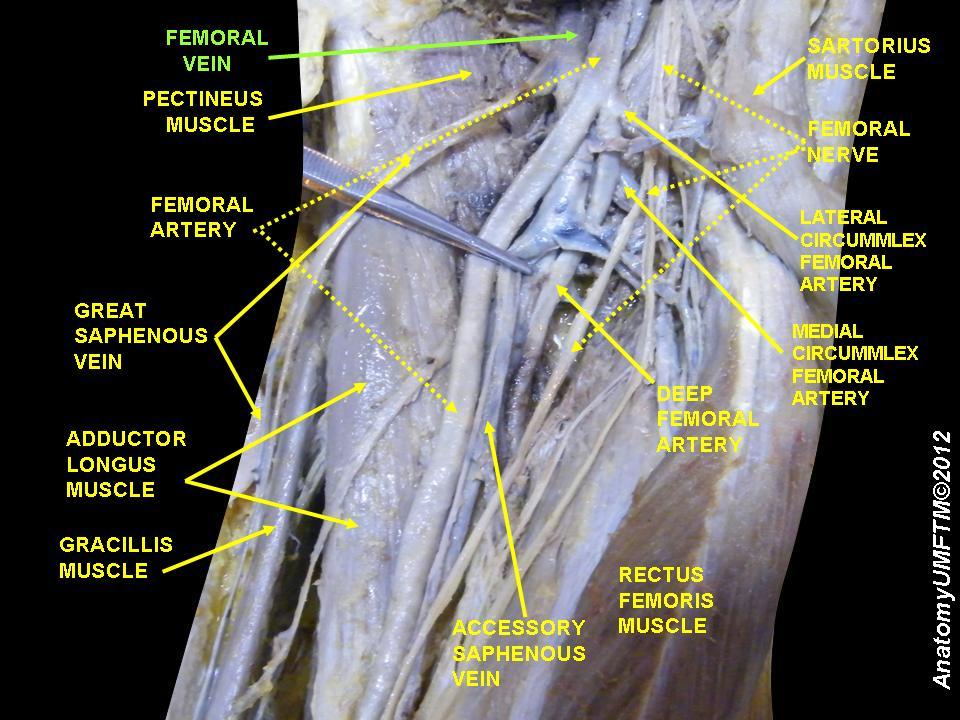
سیاهرگ فمورال
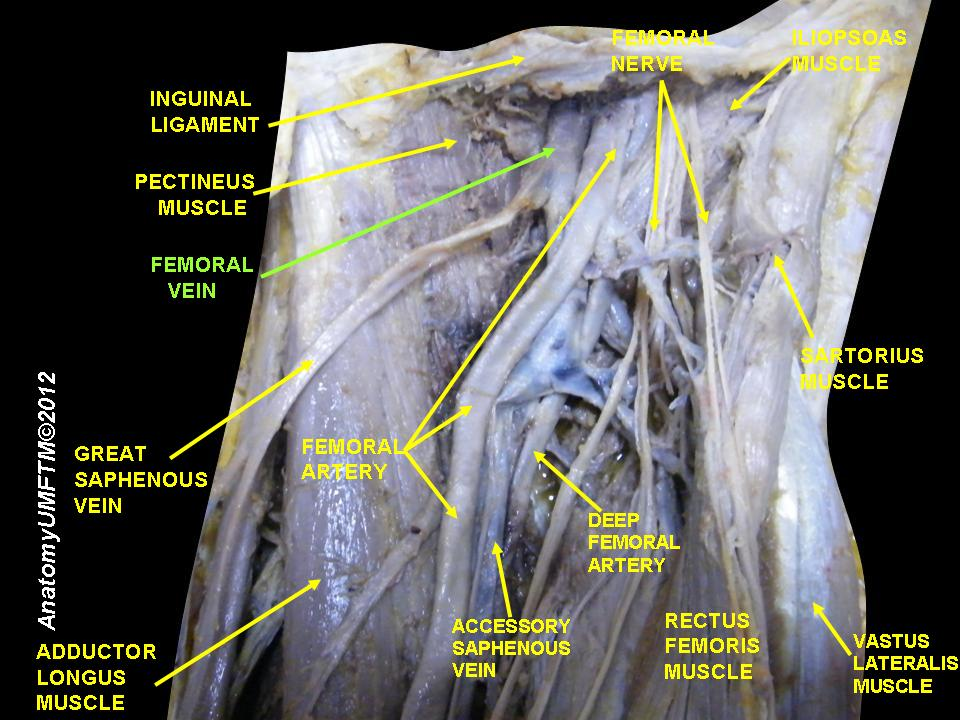
سیاهرگ فمورال
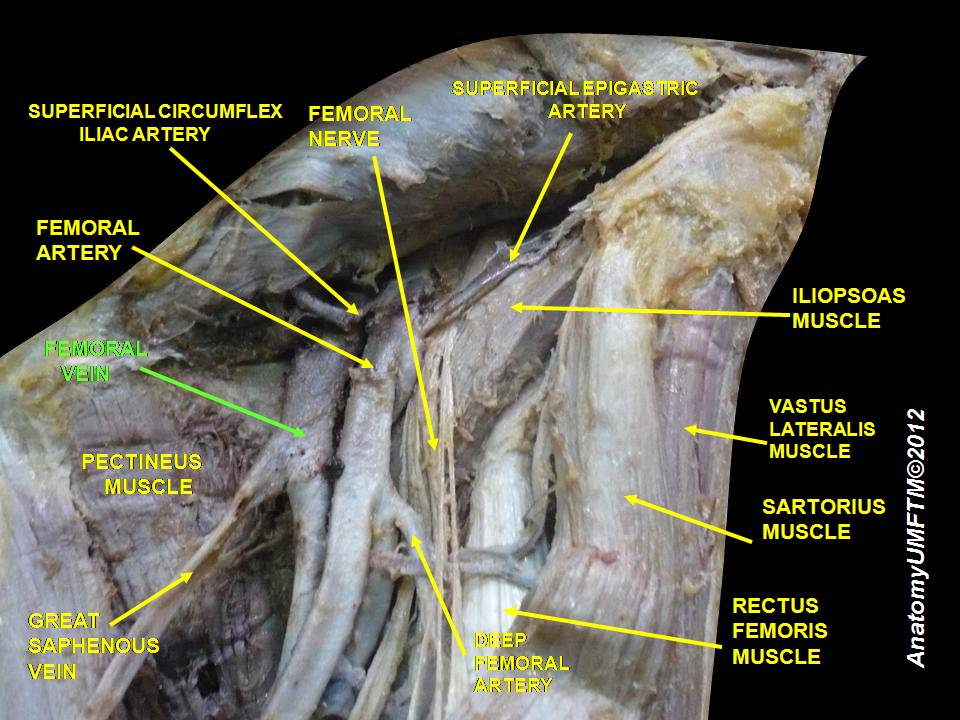
سیاهرگ فمورال